# Darlene de Souza Reguera
Darlene de Souza Reguera (* 11. Januar 1990 in São José do Rio Preto) ist eine brasilianische Fußballspielerin.

## Karriere

### Verein
Darlene wurde als jüngste von drei Töchtern von Francisco „Chicão“ Reguera Inojo und Dorotéia de Souza Oliveira geboren. Mit ihren älteren Schwestern Sharlene und Milene spielte sie von Kindheit an Fußball. Die Begeisterung ihrer Töchter für diesen Sport inspirierte die Eltern im Jahr 1996 zur Gründung der Frauenfußballabteilung des führenden Vereins ihrer Heimatstadt, dem Rio Preto Esporte Clube. Nach wie vor amtieren die Mutter als Vorsitzende und der Vater als Trainer dieser Vereinsabteilung, während Milene mittlerweile im Vereinsmanagement tätig ist und Sharlene ihre Sportkarriere aufgegeben hat.
Darlene hat dagegen nach Absolvierung der Nachwuchsausbildung beim Rio Preto EC eine Profilaufbahn eingeschlagen und zeitweise in Italien und Südkorea gespielt. 2011 wechselte sie zum SV Neulengbach nach Österreich und gewann mit diesem auf Anhieb die österreichische Meisterschaft, wofür sie sechs Tore beigesteuert hat, und den ÖFB-Pokal. Für die Saison 2012/13 wechselte sie zum ASV Spratzern und gewann mit diesem erneut den ÖFB-Pokal, während die Meisterschaft aufgrund eines schlechteren Torverhältnisses verpasst wurde. Danach ist sie nach Brasilien zurückgekehrt und gewann dort 2015 mit ihrem „Familienverein“ unter Leitung ihres Vaters die nationale Meisterschaft. 2016 folgte ein Engagement bei Changchun Yatai in China, dass sie allerdings nach der abgelaufenen Saison nicht verlängern möchte. Zur Saison 2017 lief sie wieder für den Rio Preto EC auf und gewann mit ihm die Staatsmeisterschaft.
Im Januar 2018 wechselte Darlene zum Zaragoza CFF nach Spanien. Schon im April 2018 gab sie ihren erneuten Wechsel nach Portugal in das neu gegründete Frauenteam des Benfica Lissabon bekannt, für den sie in der Spielzeit 2018/19 aufläuft. Beim 28:0-Auftaktsieg in der zweiten portugiesischen Liga gegen UD Ponte Frielas erzielte sie acht Treffer. Die Spielzeit beendete sie mit einem persönlichen Rekordwert bei 108 erzielten Toren in Liga und Pokal.

### Nationalmannschaft
Ihr Debüt in der A-Auswahl der brasilianischen Nationalmannschaft hatte Darlene am 12. Dezember 2013 beim 2:0-Sieg gegen Chile während des Torneio Internacional in Brasília. Ihren ersten Länderspieltreffer erzielte sie wenige Tage darauf im Finale dieses Turniers, gleichfalls gegen Chile. Sie gehörte unter anderem dem Kader für die Südamerikameisterschaft 2014 in Ecuador und der Weltmeisterschaft 2015 in Kanada an.
| Länderspieltore |       |            |                   |            |       |          |                                     |
| Tor             | Spiel | Datum      | Ort               | Gegner     | Stand | Endstand | Anlass                              |
| #1              | 3     | 22.12.2013 | Brasília          | Chile      | 3:0   | 5:0      | Torneio Internacional 2013 (Finale) |
| #2              | 5     | 10.03.2014 | Santiago de Chile | Venezuela  | 3:0   | 5:0      | Südamerikaspiele 2014               |
| #3              | 11    | 12.09.2014 | Loja              | Bolivien   | 3:0   | 6:0      | Südamerikameisterschaft 2014        |
| #4              | 18    | 18.12.2014 | Brasília          | China      | 1:0   | 4:1      | Torneio Internacional 2014          |
| #5              | 25    | 23.07.2016 | Fortaleza         | Australien | 3:1   | 3:1      | Freundschaftsspiel                  |
| #6              | 27    | 10.06.2017 | Fuenlabrada       | Spanien    | 1:1   | 2:1      | Freundschaftsspiel                  |
| #7              | 29    | 10.11.2018 | Nizza             | Frankreich | 1:3   | 1:3      | Freundschaftsspiel                  |

## Erfolge
Nationalmannschaft
- Südamerikameisterin: 2014
- Goldmedaille bei den Panamerikanischen Spielen: 2015
- Bronzemedaille bei den Südamerikaspielen: 2014
- Gewinnerin des Torneio Internacional: 2013, 2014

Verein
- Brasilianische Meisterin: 2015
- Österreichische Meisterin: 2012
- Österreichische Pokalsiegerin: 2012, 2013
- Portugiesische Meisterin: 2021
- Portugiesische Pokalsiegerin: 2019
- Portugiesische Superpokalsiegerin: 2019
- Portugiesische Ligapokalsiegerin: 2020, 2021
- Staatsmeisterin von São Paulo: 2017
- Staatsmeisterin von Rio de Janeiro: 2023
- Staatspokal von Rio de Janeiro: 2023

Auszeichnungen
- Torschützenkönigin der portugiesischen Segunda Divisão: 2018/19 (80 Tore)